# Море Парів
 Море Парів  (лат. Mare Vaporum) - місячне море, розташоване на видимій стороні Місяця, між південно-західним краєм Моря Ясності та південно-східним краєм Моря Дощів. Площа його близько 55 тисяч км². Назву морю дав італійський астроном Джованні Баттіста Річчолі.
Матеріал, який утворює Море Парів, вчені відносять до Ератосфенскому періоду історії Місяця, а матеріал, навколишній море - до Раннеімбрійскому періоду.
Море Парів володіє примітною системою розломів. Величезна (близько 200 км завдовжки) тріщина Аріада, що проходить південніше кратера Юлій Цезар по материковому масиву, продовжується по дну Моря Парів. Паралельно їй розташована ще одна тріщина, Гігін, трохи менша за довжиною, посередині якої знаходиться кратер Гігін. На дні обох тріщин у великі телескопи видно безліч дрібних кратерів. У південній частині Моря Парів, поруч із кратером Тріснеккер, глибокі вузькі тріщини, що йдуть в іншому напрямку.
По берегах Моря Парів видно три добре збережених кратера: Манілій, Бошковіч і Агріппа.
З північного сходу від Моря Парів розташовані Гемські гори, з північного заходу - Апенніни.

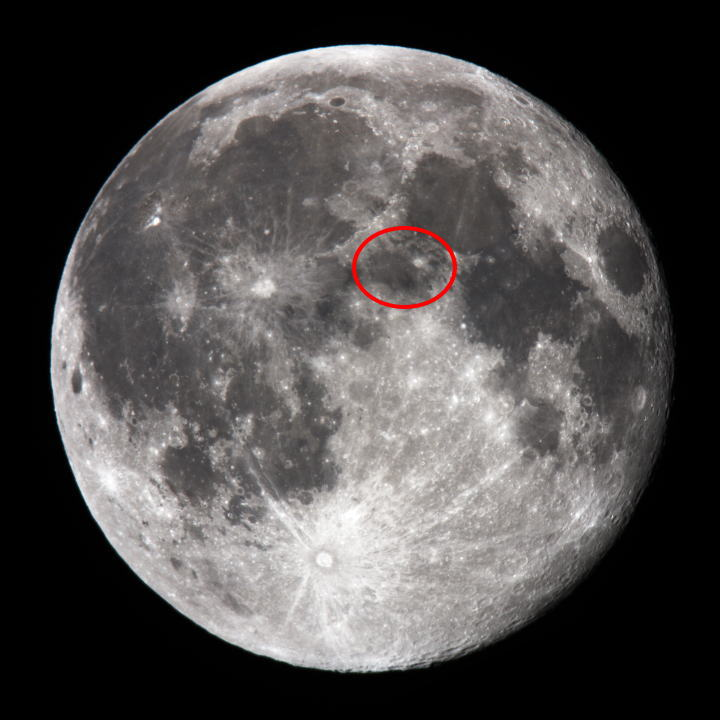
На фото відзначено розташування Моря Парів

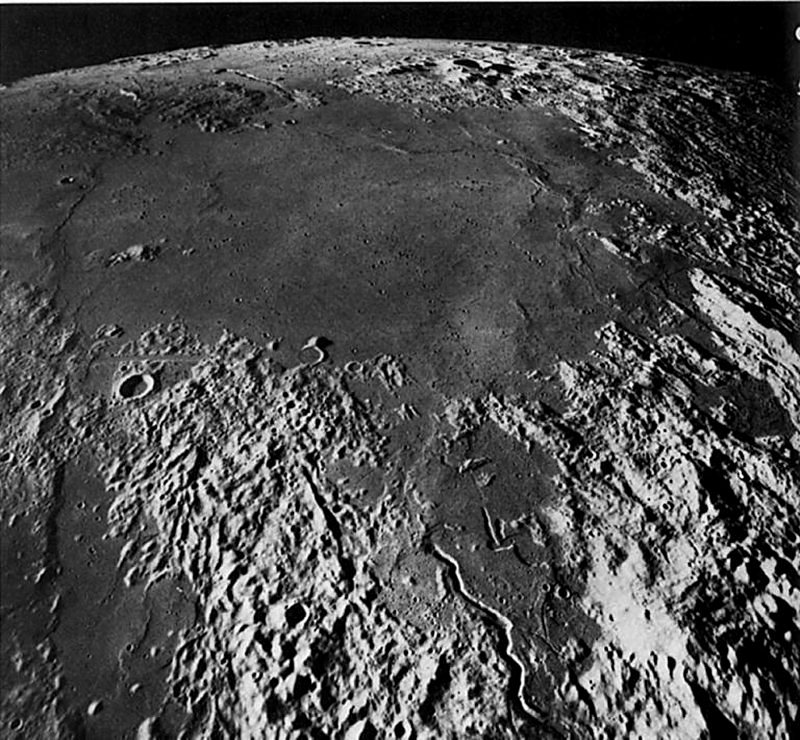
Косий погляд з видом на південь з Моря Парів від місячної орбіти (Аполлон-17)

## Цікаві факти
Латинським іменем моря (лат. Mare Vaporum) названий один з музичних альбомів групи «Arctic Sleep» (США) .